# The Arrow of Satan Is Drawn
The Arrow of Satan Is Drawn è il quinto album in studio del gruppo musicale svedese Bloodbath, pubblicato il 26 ottobre 2018 dalla Peaceville Records.

## Descrizione
L'album prevede un cambio di formazione dal precedente, infatti Joakim Karlsson del gruppo black metal svedese Craft ha preso il posto di Per "Sodomizer" Eriksson alla seconda chitarra.

## Tracce
1. Fleischmann – 3:38
2. Bloodicide – 4:56
3. Wayward Samaritan – 3:39
4. Levitator – 4:37
5. Deader – 4:06
6. March of the Crucifiers – 4:05
7. Morbid Antichrist – 4:05
8. Warhead Ritual – 3:38
9. Only the Dead Survive – 5:06
10. Chainsaw Lullaby – 3:20

## Formazione
- Nick Holmes – voce
- Anders "Blakkheim" Nyström – chitarra
- Joakim Karlsson – chitarra
- Jonas Renkse – basso
- Martin "Axe" Axenrot – batteria